# Basilique Saint-Régis de Lalouvesc
 (mars 2018).
La basilique Saint-Régis de Lalouvesc est un édifice religieux catholique construit entre 1865 et 1877 dans le village de Lalouvesc dans le département de l'Ardèche en région Auvergne-Rhône-Alpes
La basilique abrite les reliques de saint Jean-François Régis, l'apôtre du Vivarais, qui mourut à Lalouvesc lors d'une mission paroissiale dont il était le prédicateur. Depuis 2018, elle abrite également les reliques de sainte Thérèse Couderc.
La basilique mineure a la particularité d'être à la fois un centre de pèlerinages et l'église paroissiale du village.
Œuvre de Pierre Bossan, architecte de Notre-Dame de Fourvière, l'édifice se caractérise par son style éclectique mélangeant des influences grecques antiques, byzantines, romanes, gothiques et mauresques.

## Historique
Les documents cités dans la bibliographie de l'article permettent d'établir cette section « Historique ».

### Origines

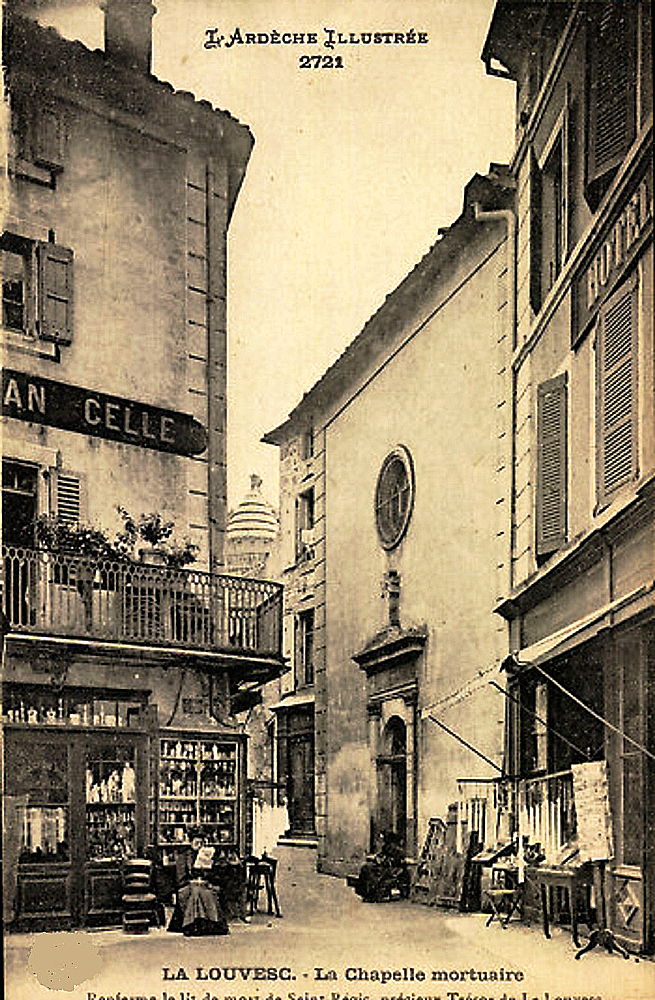
Maison où mourut saint François-Régis à Lalouvesc (devenue chapelle mortuaire).

Durant la seconde moitié du XIXe siècle, sous l'épiscopat de Louis Delcusy, évêque de Viviers, des foules de plus en plus nombreuses arrivent en pèlerinage à Lalouvesc si bien que l'église du village, reconstruite et agrandie après la mort de saint Jean-François Régis en 1640, s'avère trop petite.
Une nouvelle église plus grande est devenue nécessaire. La décision de construire cette troisième église plus vaste pour accueillir les grandes foules est prise en 1864. Pour cela, Louis Delcusy a obtenu l'aide de son prédécesseur Joseph Hippolyte Guibert devenu archevêque de Paris.
On fait appel à un architecte lyonnais Pierre Bossan (1814–1888) connu pour avoir construit des églises à Lyon (Saint-Georges en 1844, l'Immaculée-Conception vers 1856) et la basilique d'Ars en 1862. Bossan est également le futur architecte de la basilique de Fourvière. La première pierre du nouvel édifice est bénite le 31 mai 1865.
Bossan travaille en collaboration avec d'autres artistes notamment Paul-Émile Millefaut qui réalise les sculptures de la chaire et Charles Dufraine pour les sculptures du maître-autel. En 1871, le chœur est achevé. En 1875, le gros œuvre est terminé avec l'installation du bourdon le 17 mars. Louis Delcusy meurt en 1876. Son successeur est Joseph-Michel-Frédéric Bonnet. Le chantier à Lalouvesc se poursuit.
Le 5 août 1877, a lieu la consécration de la nouvelle église. Ce jour-là, Joseph-Michel-Frédéric Bonnet, évêque de Viviers, est notamment entouré de : 
- Joseph Hippolyte Guibert, cardinal - archevêque de Paris, ancien évêque de Viviers ;
- Ferdinand-François-Auguste Donnet, cardinal - archevêque de Bordeaux, originaire de Bourg-Argental (Loire) ;
- Louis-Anne Dubreil, archevêque d'Avignon ;
- François-Alexandre Roullet de La Bouillerie, évêque de Pergé, coadjuteur de Ferdinand-François-Auguste Donnet ;
- Joseph Dabert, évêque de Périgueux ;
- Ernest Bourret, évêque de Rodez ;
- Anatole de Cabrières, évêque de Montpellier ;
- Charles-Pierre-François Cotton, évêque de Valence ;
- Louis-Joseph-Marie-Ange Vigne, évêque d'Oran.

D'autres prêtres sont également présents : le père Gervais, vicaire-général de l'archidiocèse de Bordeaux, les curés de Lalouvesc et des paroisses de toute la région (le nombre de 300 prêtres est avancé), des autorités et notabilités civiles et d'une foule immense estimée à 20 000 personnes.
En 1883–1884 sont achevés le perron, le vestibule d'entrée et la tribune intérieure. Le 20 avril 1888 cette église est érigée en basilique mineure. Les vitraux sont posés en 1890.

### XXesiècle
En 1900, on construit les flèches des clochers.
En 1906 se déroule « l'inventaire» de la basilique — église paroissiale — dans le cadre de la loi de séparation des Églises et de l'État. L'opération, prévue le 20 février, rencontre une manifestation d'opposants où les inspecteurs sont accueillis par des boules de neige. Le climat est hostile. La basilique étant fermée, les autorités rebroussent chemin. Le 6 mars, l'édifice religieux est cerné par 800 militaires. Après forçage des portes latérales le 7 mars, les inspecteurs peuvent procéder aux opérations. Le maire de la commune sera suspendu de ses fonctions pendant un mois.
En 1919, les statues du portail sont mises en place.

#### Décor peint
De 1931 à 1934 a lieu la décoration des murs et des voûtes du chœur par le peintre lyonnais Georges Décôte. La coupole est sommée du monogramme IHS (abréviation du nom de Jésus de Nazareth et le symbole de la Compagnie de Jésus), tandis que chaque trompe, au bas des voûtes s'orne d'une figure allégorique : l'Eucharistie, la Force d'Âme, la Chasteté, et enfin la Charité. Le pourtour du chœur, décoré par le même artiste, comporte deux registres. L'un traduisant la gloire céleste de saint Régis, avec des figures symboliques sur un fond imitant la mosaïque. L'autre traduisant la gloire terrestre du saint avec quatre peintures murales évoquant des fidèles de saint Régis et des pèlerins illustres de Lalouvesc :
- Groupe de la Virginité (au-dessus de la porte de la sacristie), avec le Cénacle et sainte Thérèse Couderc ;
- Groupe de l'Eucharistie (au-dessus de la porte d'entrée latérale), avec en toile de fond, la basilique, la chapelle Saint-Ignace, la chapelle Saint-Régis, le village de Lalouvesc, le Mont Besset. À gauche, Jean-Marie Vianney, le curé d'Ars, pèlerin de Lalouvesc, et Joseph-Michel-Frédéric Bonnet, évêque de Viviers, puis notamment l'architecte Pierre Bossan, concepteur des plans de l'église ;
- Groupe de la Charité (dans le chœur, côté droit), comme toile de fond, les Cévennes avec le mont Mézenc et le mont Gerbier-de-Jonc. On y a représenté divers personnages religieux, dont le père Cohanier, un genou à terre, avec la maquette de la chapelle Saint-Ignace. C'est lui qui a fait élever en 1900 les flèches de la basilique.
- Groupe de la Force (dans le chœur, côté gauche), comme toile de fond, les Sept Fayards, la fontaine Saint-Régis et le mont Chaix et son calvaire. Divers notables, dont, en costume de chevalier de l'Ordre équestre du Saint-Sépulcre de Jérusalem, Henri Marrel, qui tient une maquette d'orgue, ayant offert cet instrument en 1932 à la basilique[5]. Est également représenté Benoît-Joseph Labre auréolé.

#### Mobilier

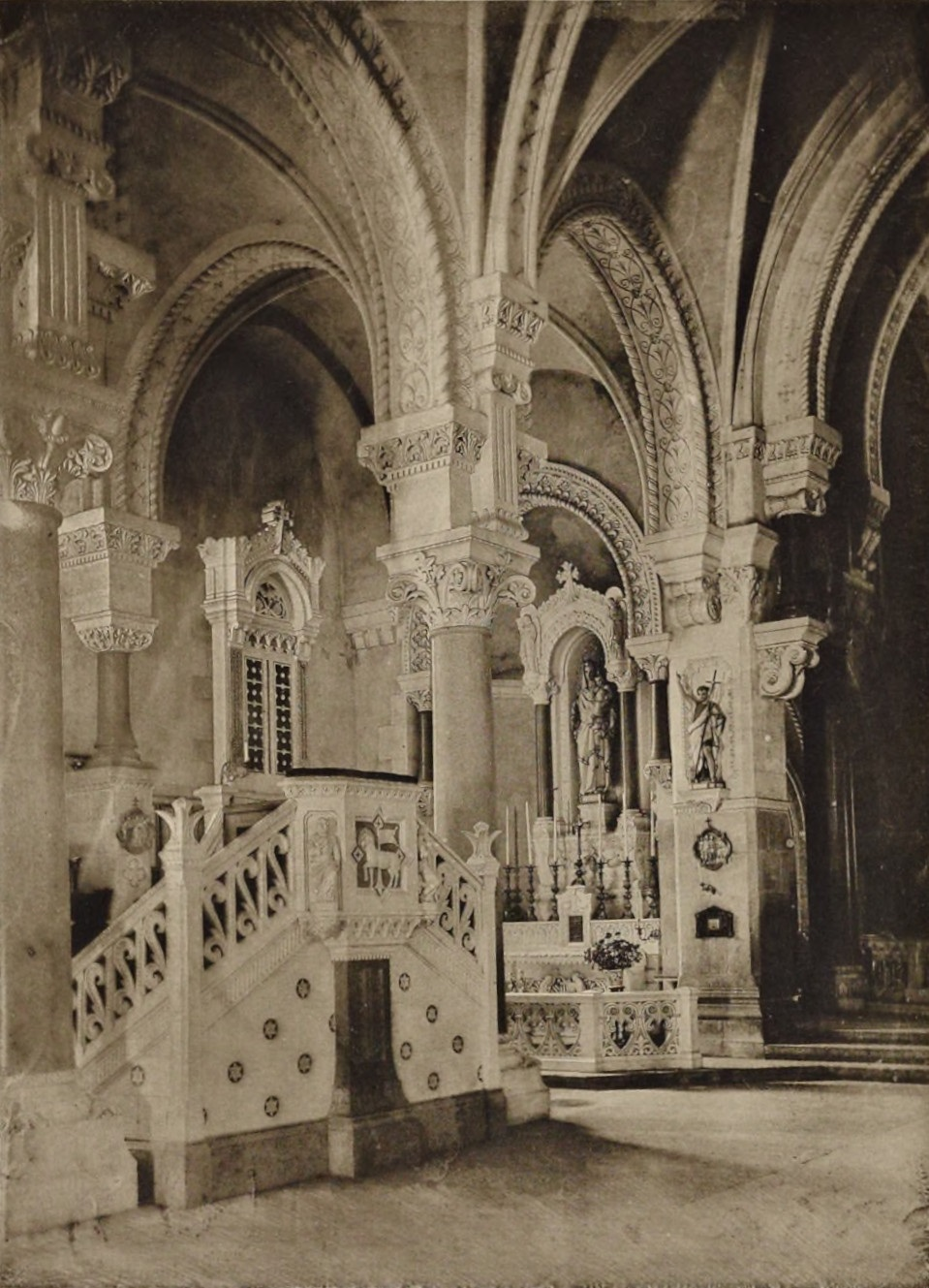
Chaire et autel de la Vierge détruit vers 1970, en marbre.

De 1969 à 1976, à la faveur de la réforme liturgique qui a suivi le concile Vatican II, l'intérieur est réaménagé. La chaire (avec ses sculptures de Paul-Émile Millefaut) ainsi que les deux autels latéraux et leurs balustrades en marbre sont éliminés. Il en est de même pour le maître-autel et ses statues de bronze de Charles Dufraine. Un nouveau mobilier est mis en place. Le nouvel autel est consacré le 7 décembre 1969.
En 1977 est célébré le centenaire de la consécration de la basilique (22 juillet–24 juillet). Les festivités débutent par une conférence de Gérard Cholvy, professeur à l'Université Paul-Valéry-Montpellier-III le 22 juillet : « Une face cachée de la religion populaire : l'intériorisation du christianisme au XIXe siècle et XXe siècle ». Le dimanche 24 juillet est la « grande journée » :
- 11 h : Messe solennelle au parc des Pèlerins, présidée par Egano Righi-Lambertini, nonce apostolique en France, assisté de Jean Hermil, évêque de Viviers et des pères abbés de Notre-Dame-des-Neiges et de Saint-Pierre-de-Champagne. Au cours de la célébration le cardinal Egano Righi-Lambertini développa son homélie autour de la figure de saint Jean-François Régis ;
- 15 h 30 : Prière et allocutions à la basilique où le cardinal Egano Righi-Lambertini a rappelé le centenaire de l'édifice et a invité chaque participant à être « pierre vivante de l'Église de Dieu ». Jean Hermil y évoqua le souvenir de Gabriel Longueville et de Carlos Murias, assassinés en Argentine l'année précédente ;
- 21 h : Concert d'orgues de Patrice Caire, médaille d'or du conservatoire de Lyon.

En 1994, la paroisse de Lalouvesc, les autres paroisses catholiques du canton de Satillieu et celle de Lafarre forment l'« ensemble inter-paroissial de Satillieu ».

### XXIesiècle
En 2003, la paroisse « Saint-François Régis des vals d'Ay et de la Daronne » est créée, par fusion des paroisses catholiques situées sur les territoires des cantons de Satillieu et de Saint-Félicien à l'exception d'Arlebosc (1er janvier).
En 2008, une reprise des peintures intérieures est réalisée. En 2009, le local d'accueil servant au sacrement de réconciliation est rénové. En 2010, le relief représentant le Couronnement de la Vierge, seul vestige de l'autel la Vierge détruit après la réforme liturgique de Vatican II, est placé sous le porche d'entrée. Les peintures des chapelles Sainte-Agathe et du Sacré Cœur sont rénovées.
En 2015 a lieu le 150e anniversaire de la bénédiction de la première pierre de la basilique (31 mai). Le sanctuaire propose une journée de fête en famille en même temps que la « fête des Mères », comprenant une rencontre avec les familles spirituelles et groupements de vie évangéliques du diocèse, des conférences, visites, expositions, vidéos… Quelques éléments rapportés par Le Réveil du Vivarais : « Des visiteurs de tous âges sont venus nombreux ce dimanche pour fêter les 150 ans de la bénédiction de la première pierre de la basilique (…). C'est à la chapelle Saint-Ignace, où on découvre une exposition sur la construction de la basilique, que les visiteurs sont accueillis dès 10 heures, les enfants sont pris en charge par des intervenants pour préparer la fête des mamans et la messe de fin de journée ». Ensuite ce 31 mai à Lalouvesc se déroule ainsi :
- 10 h 30 : Présentation des groupes et conférence de Jean-Charles Dazy, diacre du diocèse de Viviers autour du thème « Églises pierres vivantes et un seul corps pour la mission » ;
- 12 h 30 : Pique-nique partagé à la maison Saint-Régis suivi de visites guidées de la basilique, de la chapelle Saint-Régis et du Cénacle… ;
- 16 h : Messe solennelle à la basilique, présidée par François Blondel, administrateur apostolique et évêque émérite du diocèse de Viviers, son successeur, Jean-Louis Balsa, étant « évêque nommé » du diocèse depuis une dizaine de jours.

En 2018 se déroule la translation du corps de sainte Thérèse Couderc, une autre sainte vénérée à Lalouvesc en présence d'un millier de pèlerins et des sœurs du Cénacle venues de France, d'Italie, des États-Unis, du Brésil, de Madagascar ou encore d'Asie (22 septembre). Le corps de sainte Thérèse Couderc avait été déposé quelques jours auparavant dans une nouvelle châsse. Il est à noter que pour installer cette châsse, l'autel de Sainte Agathe dessiné par Bossan et datant de 1878 est démantelé. La translation s'est déroulée ainsi :
- 14 h 30 : départ en procession du corps de la sainte depuis la chapelle du Cénacle ;
- 15 h 30 : dépôt de la châsse contenant le corps de la sainte sur le parvis de la basilique pour un moment de recueillement où les fidèles se sont approchés au plus près du reliquaire pour le toucher ;
- 16 h : entrée de la châsse dans la basilique puis célébration eucharistique présidée par Jean-Louis Balsa, évêque de Viviers.

À l'issue le corps de sainte Thérèse Couderc est installé dans la chapelle Sainte-Agathe,.

## Description générale

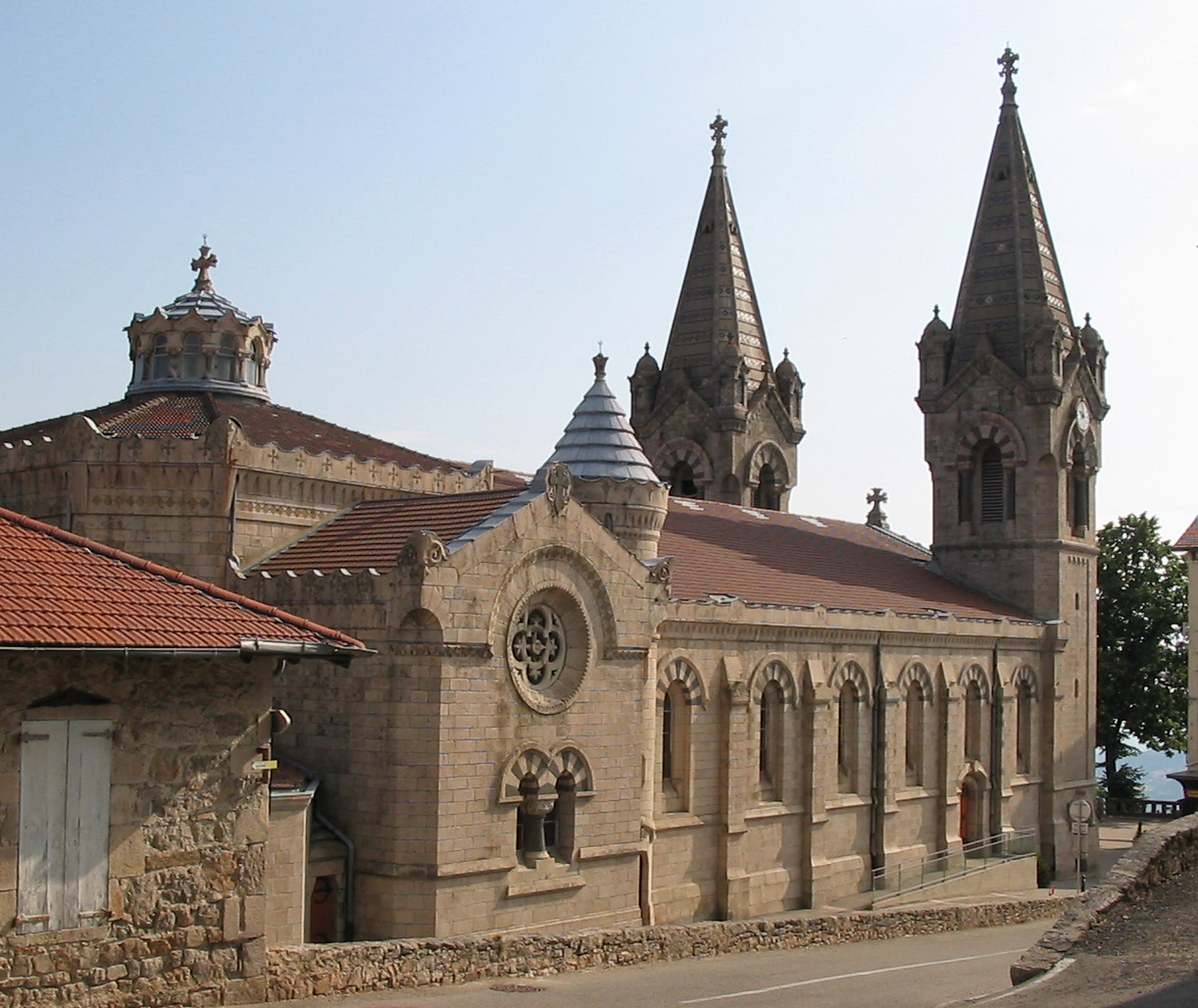
Achevée en 1877 en style romano-byzantin.

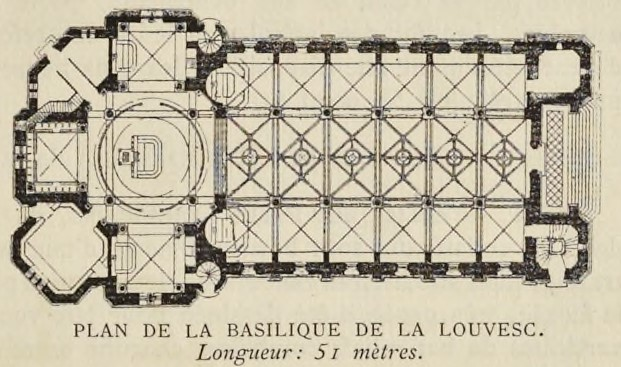
Plan de Pierre Bossan.

Œuvre de l'architecte Pierre Bossan, la basilique est souvent présentée comme de style romano-byzantin ou néo-byzantin. En réalité, elle relève du style éclectique tout particulier de Bossan. Il s'est inspiré principalement du style roman, de l'art byzantin et des monuments arabo-chrétiens de Sicile.
L'église présente aussi des éléments décoratifs néo-gothiques et néo-grecs antiques.
Bâtie en granite, elle comprend outre une nef centrale, deux nefs latérales, deux chapelles latérales et une chapelle axiale. Les voûtes sont soutenues par des colonnes de marbre dont le fût est d'une seule pièce.
Ses dimensions sont :
- longueur totale : 51 m[3] ;
- largeur de la nef : 20 m ;
- hauteur sous voûte : 11,30 m ;
- hauteur des flèches : 30 m.

## Vocable
La basilique est dédiée à saint Jean-François Régis et sainte Agathe :
- Saint Jean-François Régis : parce que le bâtiment fut édifiée en son honneur pour abriter ses ossements et permettre les rassemblements de pèlerins ;
- Sainte Agathe : car patronne de l'église paroissiale de Lalouvesc. L'église Sainte-Agathe de Lalouvesc accueillit les funérailles du père Jean-François Régis en janvier 1641.

## Visite de l'édifice

### Le chœur

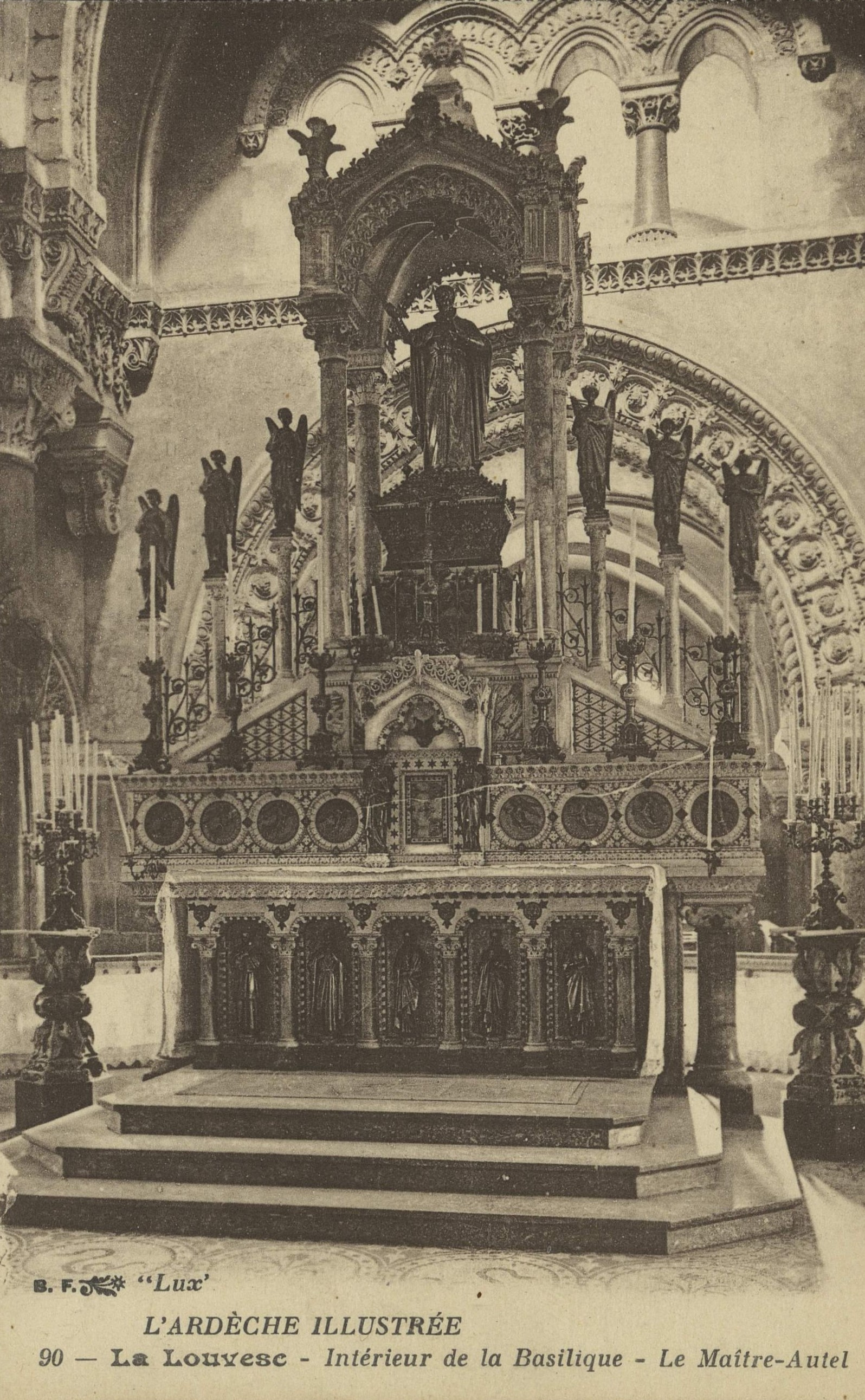
Ancien maître-autel.

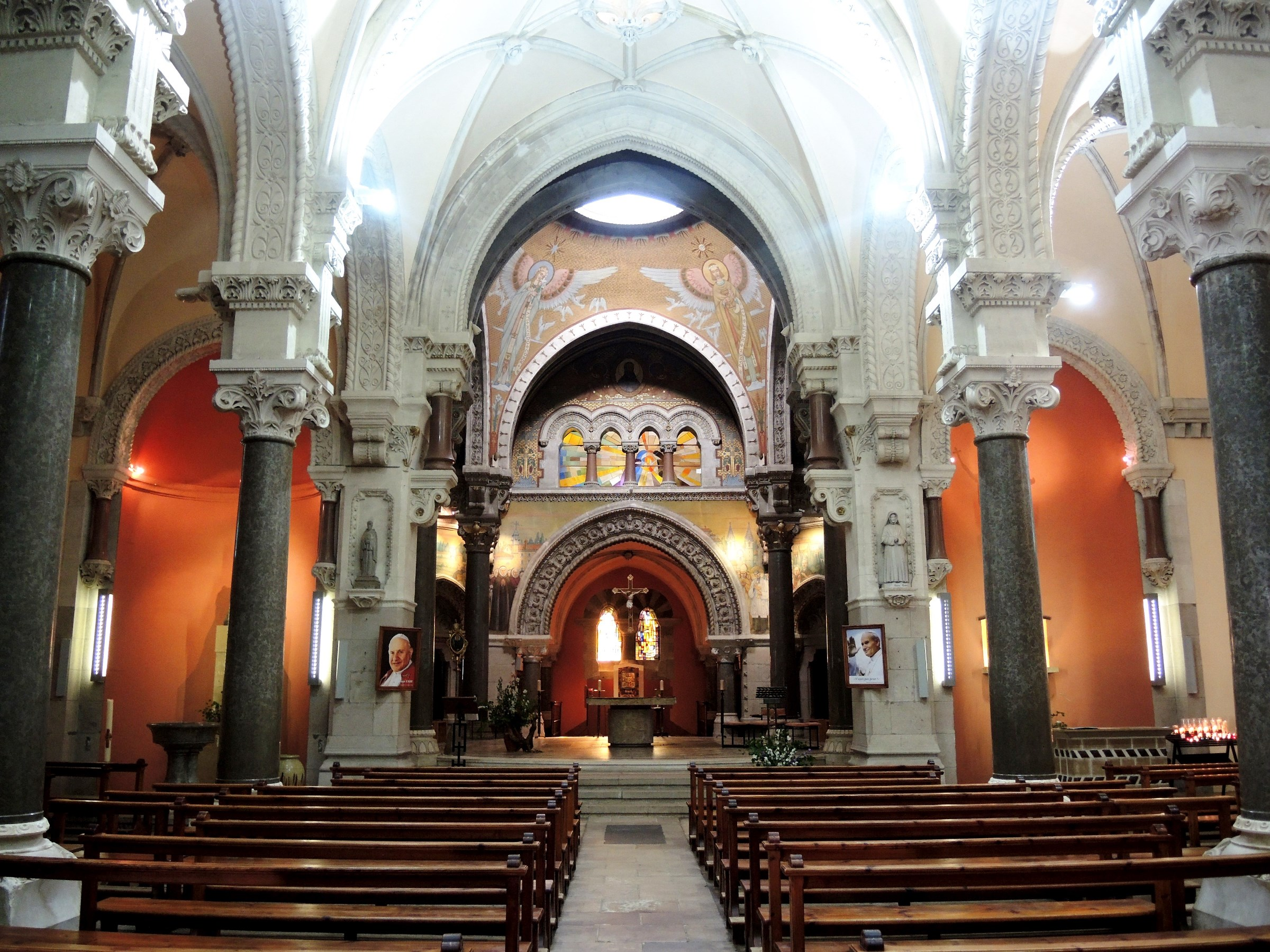
Le chœur et une partie de la nef aujourd'hui. De chaque côté, la chapelle de la Vierge et la chapelle des reliques.

À l'origine, le chœur est doté d'un mobilier conçu par Bossan. Un autel fait de marbre, de bronze doré et d'émail occupe toute sa largeur. Au centre de l'autel, un grand ciborium protège la statue de saint François Régis en bronze doré et son reliquaire. Le retable est garni d'anges dans le même matériau (œuvres de Charles Dufraine) et le tombeau de l'autel est habité par des statues. Le tout est éclairé par divers candélabres de bronze. À l'avant se trouve le banc de communion en marbre de forme circulaire.
À la suite du concile Vatican II, lors des modifications des années 1969–1976, le banc de communion, l'autel et plusieurs de ses artefacts sont détruits. D'autres éléments sont simplement déplacés.
Le mobilier actuellement présent dans le chœur se compose :
- de quatre chandeliers en métal peint ;
- d'un pupitre d'animateur liturgique ;
- d'un siège de présidence, ici un fauteuil, accompagné de deux sièges d'acolyte ;
- d'une croix dominant l'autel, seul vestige du XIXe siècle et œuvre de la manufacture de Vendeuvre-sur-Barse ;
- d'un ambon, sous forme de pupitre ;
- de l'autel en marbre de Chartres. Consacré en 1969, il est formé d'une table rectangulaire posée sur une colonne.

Le tabernacle se situe désormais dans une chapelle axiale située derrière le chœur.

### La chapelle des reliques de saint Régis
Dans la chapelle latérale à droite du chœur est placée une châsse contenant les ossements de saint Jean-François Régis. Datant du XIXe siècle, elle était autrefois placée au-dessus de l'autel. Elle est signée Thomas-Joseph Armand-Calliat.

### La chapelle de la Vierge
Dans cette chapelle se trouve la statue de la Vierge appelée Notre-Dame de la paix. C'est une céramique de Félix Oudin. Les fonts baptismaux sont également situés dans cette chapelle depuis le réaménagement des années 1969–1976.

### La chapelle Sainte-Agathe et les reliques de sainte Thérèse Couderc
Fixé sur un bloc de granit, un reliquaire renfermant le corps de sainte Thérèse Couderc est installé dans la chapelle Sainte-Agathe. Il s'agit d'une création de Stéphane Morit (début XXIe siècle). Au-dessus prennent place une plaque mortuaire en marbre gravé, parlant de sainte Thérèse Couderc et un graphisme sur la bonté réalisé par sœur Françoise Ménétrier.
La statue de sainte Agathe, œuvre de la manufacture de Vendeuvre sur Barse, est replacée ailleurs dans l'édifice.

### Vitraux

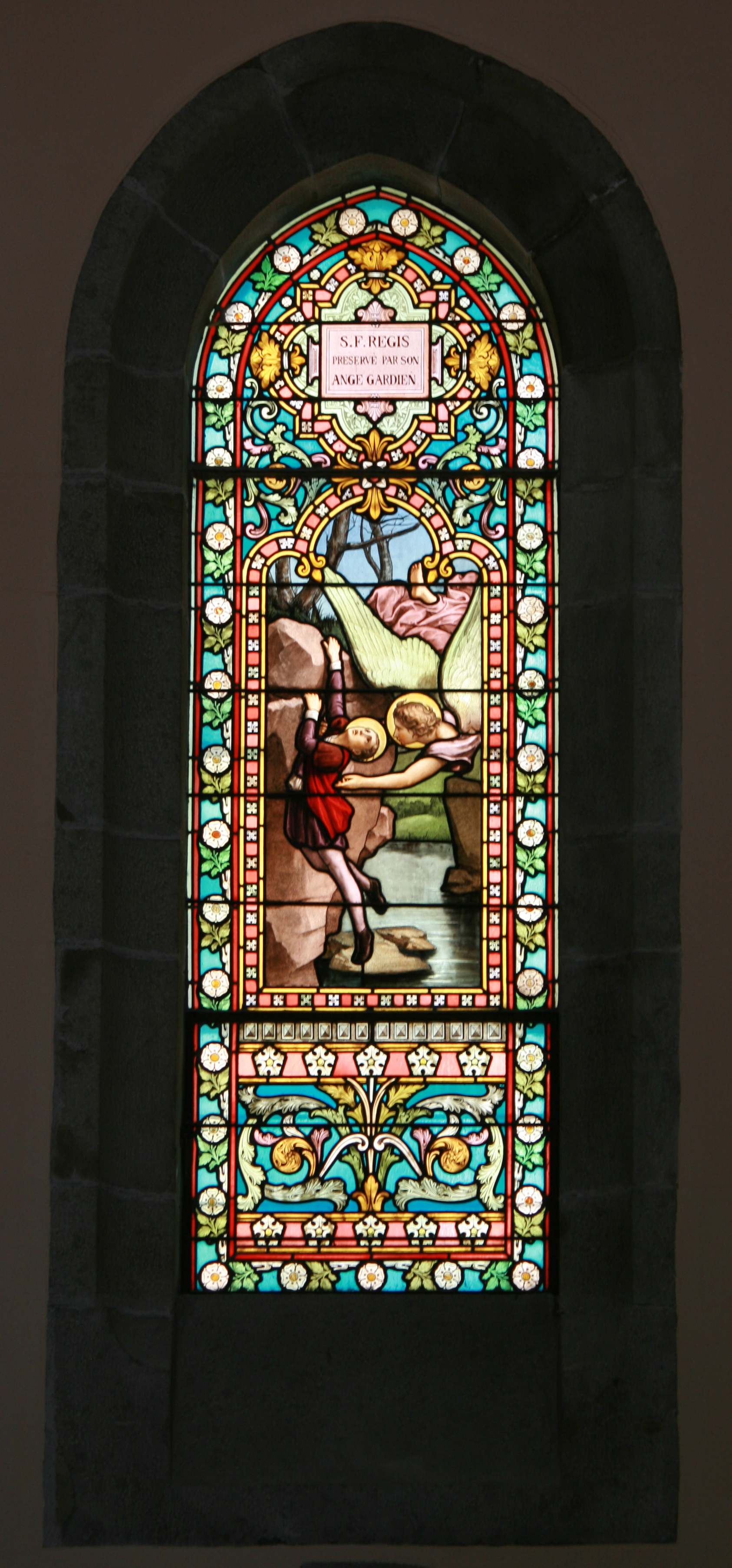
Vitrail Saint Régis secouru par son ange-gardien.

Les vitraux de la basilique relatent la vie de Jean-François Régis. Ils sont l'œuvre de Lucien Bégule, peintre verrier lyonnais (1848–1935).

### Décors peints
La décoration du chœur évoquent l'histoire du pèlerinage. Œuvre de Georges Décôte, elle est divisée en deux parties : La gloire céleste de saint Régis (mosaïque) et sa gloire terrestre (peintures).

### Sculptures

#### Statues
Le groupe sculpté du portail principal a été réalisé par le frère Besqueut. Dans la chapelle de la Vierge Notre-Dame de la paix est une céramique de Félix Oudin.

#### Chemin de croix
Le Chemin de croix est ici une série de quatorze hauts-reliefs rappelant différents épisodes du premier vendredi saint : la Passion du Christ. Il est contemporain de la construction de la basilique.

### Orgue
L'orgue de la basilique Saint-Régis-et-Sainte-Agathe a été inauguré pour Noël 1932. Don d'Henri Marel et de sa sœur Mme Reynaud, il était placé en tribune derrière le maître-autel. En avril 1938, il quitte cet emplacement pour être installé dans l'abside derrière l'autel. Avec la rénovation et le réaménagement de la basilique, il est démonté en mars 1970 en vue de sa restauration. Un an plus tard il trouve son emplacement actuel dans la nef latérale gauche près de l'assemblée des fidèles,.

### La crypte
Située sous le portail principal, les deux clochers et la première travée, la crypte a été construite à l'emplacement de l'église bâtie au XVIIIe siècle. Ce lieu a accueilli pendant 75 ans le tombeau de Jean-François Régis.

### Aux alentours
Tout près de la basilique se visite également la maison où mourut Jean-François Régis un soir d'hiver très froid, le 31 décembre 1640. Elle est devenue une chapelle. À proximité se trouve la chapelle Saint-Ignace. Une peu plus loin se situe la chapelle du Cénacle dans laquelle reposa jusqu'en 2018 sainte Thérèse Couderc.

### Cloches
Subsiste une petite cloche dite Cloche de saint Régis, datée 1551 et réparée en 1875. Pesant 60 kg, elle sonna la mort du saint en 1640. Elle sonne toujours le glas des défunts de Lalouvesc.
Parmi toutes les cloches de la basilique, le bourdon Joséphine (1875), œuvre des fondeurs lyonnais Guillet, père et fils, sonne pour les grands événements. Sa puissance est telle que l'on prétend qu'il s'entend à plus de 20 km à la ronde. Cette cloche d'une masse de 6 000 kg, donne un sol 2. Plus grosse cloche d'Ardèche, elle est due à la générosité de Joséphine de Noblet d'Anglure.

## Chronologie des curés et des recteurs

### Les curés de l'église paroissiale

#### Avant 1994
Un curé, aidé parfois d'un vicaire a la charge de la paroisse dont le territoire correspond approximativement à celui de la commune. Depuis 1832 il est choisi parmi les prêtres de la Compagnie de Jésus.

#### 1994–2003
Une équipe presbytérale dont les membres sont « curés in solidum » (responsables solidairement) à la charge de l'ensemble des paroisses catholiques du canton de Satillieu et de celle de Lafarre (Ensemble inter paroissial de Satillieu). Dans cette équipe presbytérale il y a un prêtre de la Compagnie de Jésus.

#### Depuis 2003
Avec la création de la paroisse Saint-François Régis (Ay, Daronne) dont le territoire comprend les cantons de Satillieu et de Saint-Félicien à l'exception d'Arlebosc, soit les vallées de l'Ay et de la Daronne, une équipe d'animation pastorale (EAP) composée de laïcs en mission et de prêtres nommés « curés in solidum » à la charge de la paroisse nouvelle. L'un de ces prêtres est issu de la Compagnie de Jésus.

### Les recteurs de la basilique
Depuis 1832 les recteurs de la basilique sont choisis parmi les prêtres de la Compagnie de Jésus.

## Galerie de photographies

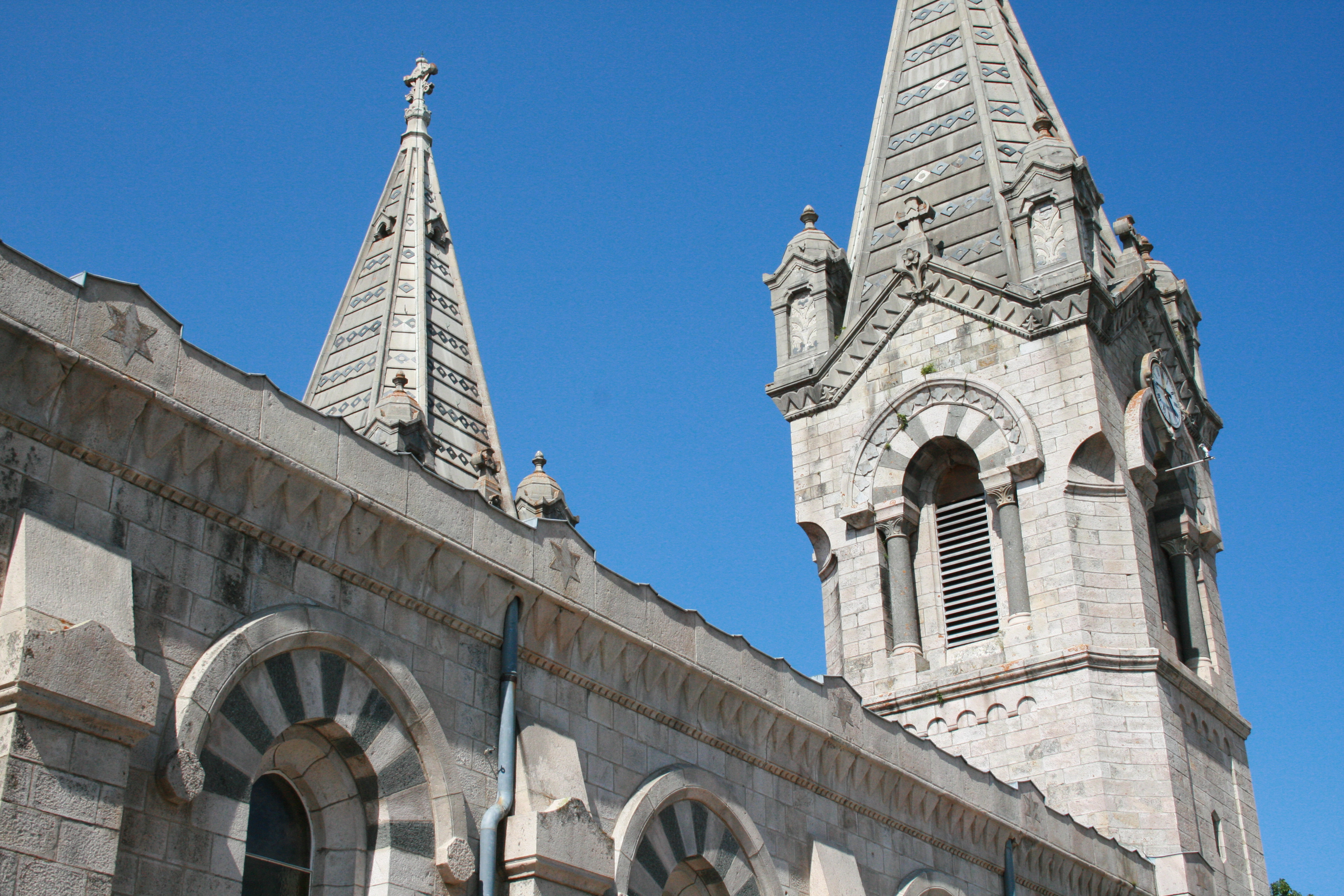
Clochers.
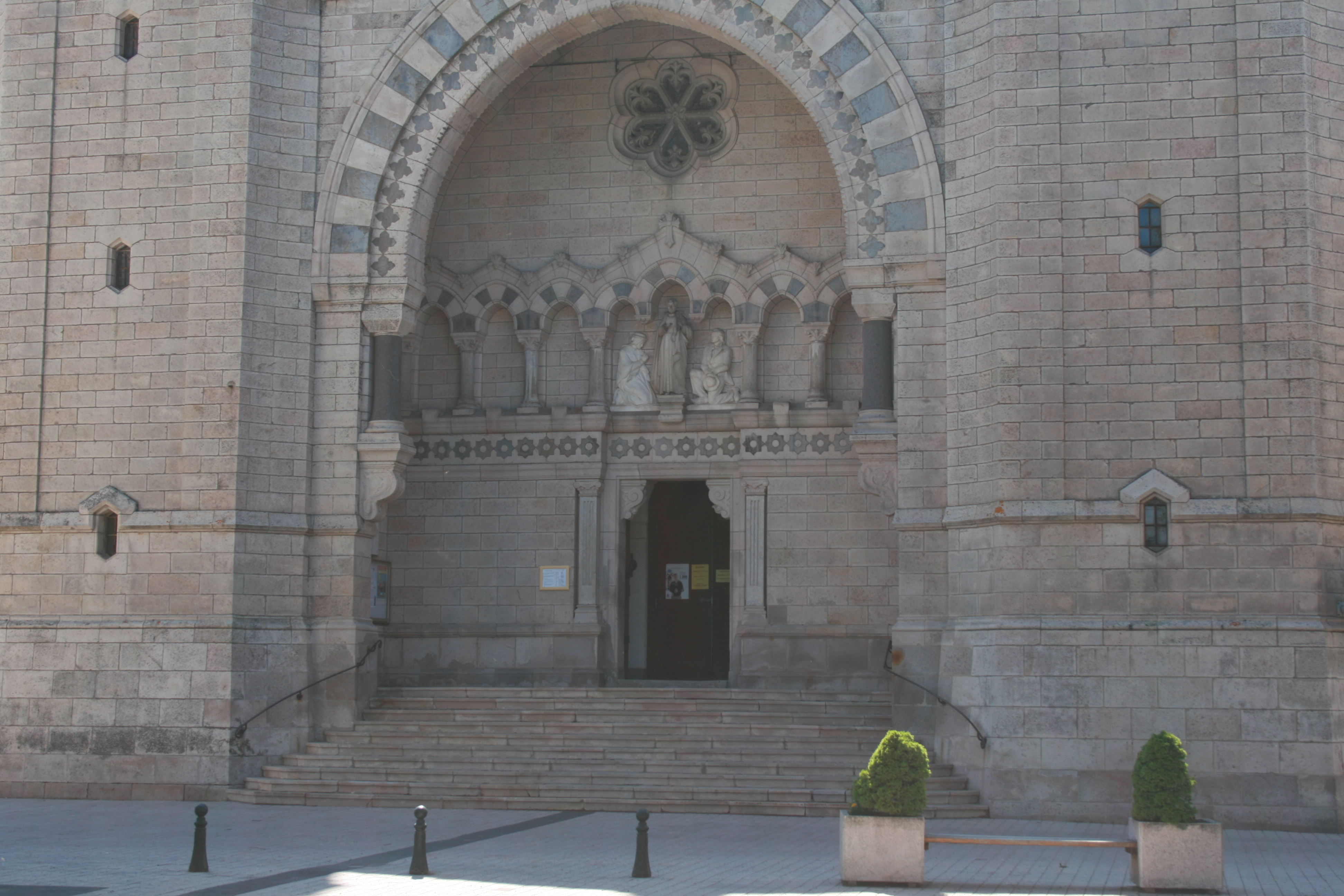
Parvis.
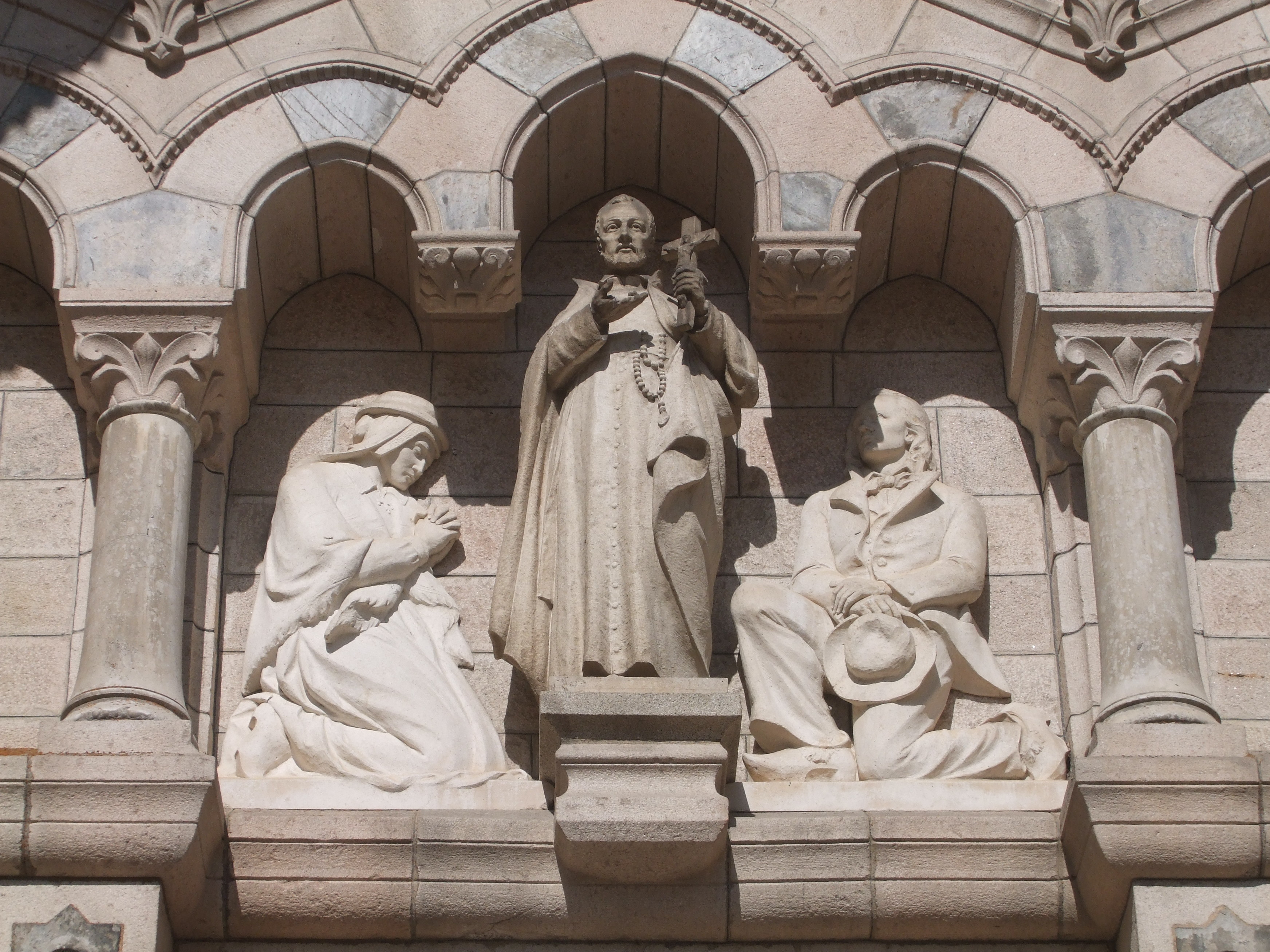
Le groupe sculpté par le frère Besqueut.
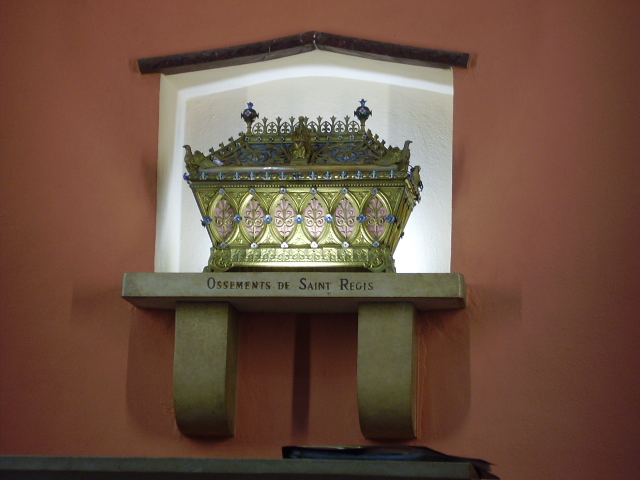
Reliquaire contenant les ossements de saint Régis.
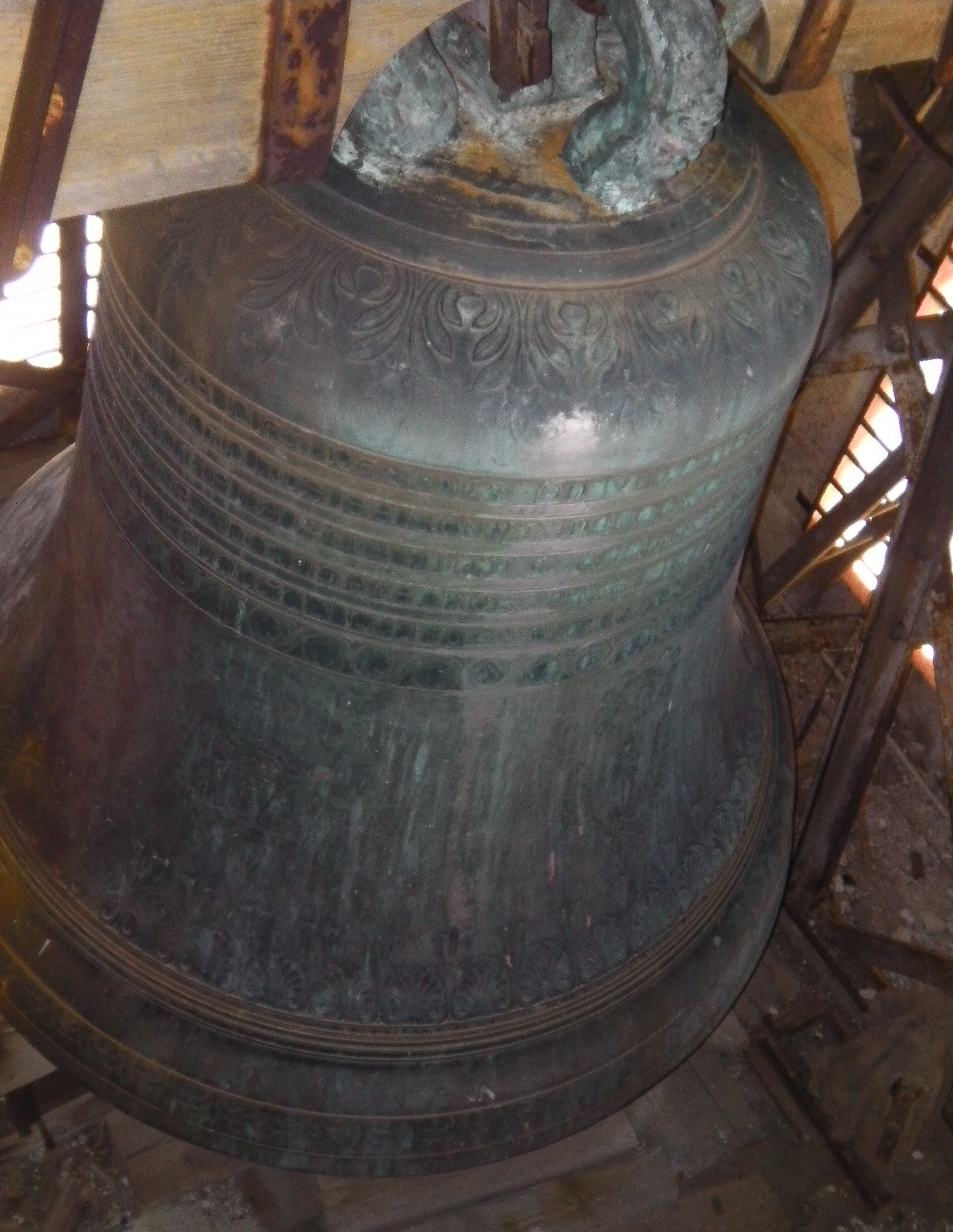
Le bourdon Joséphine.
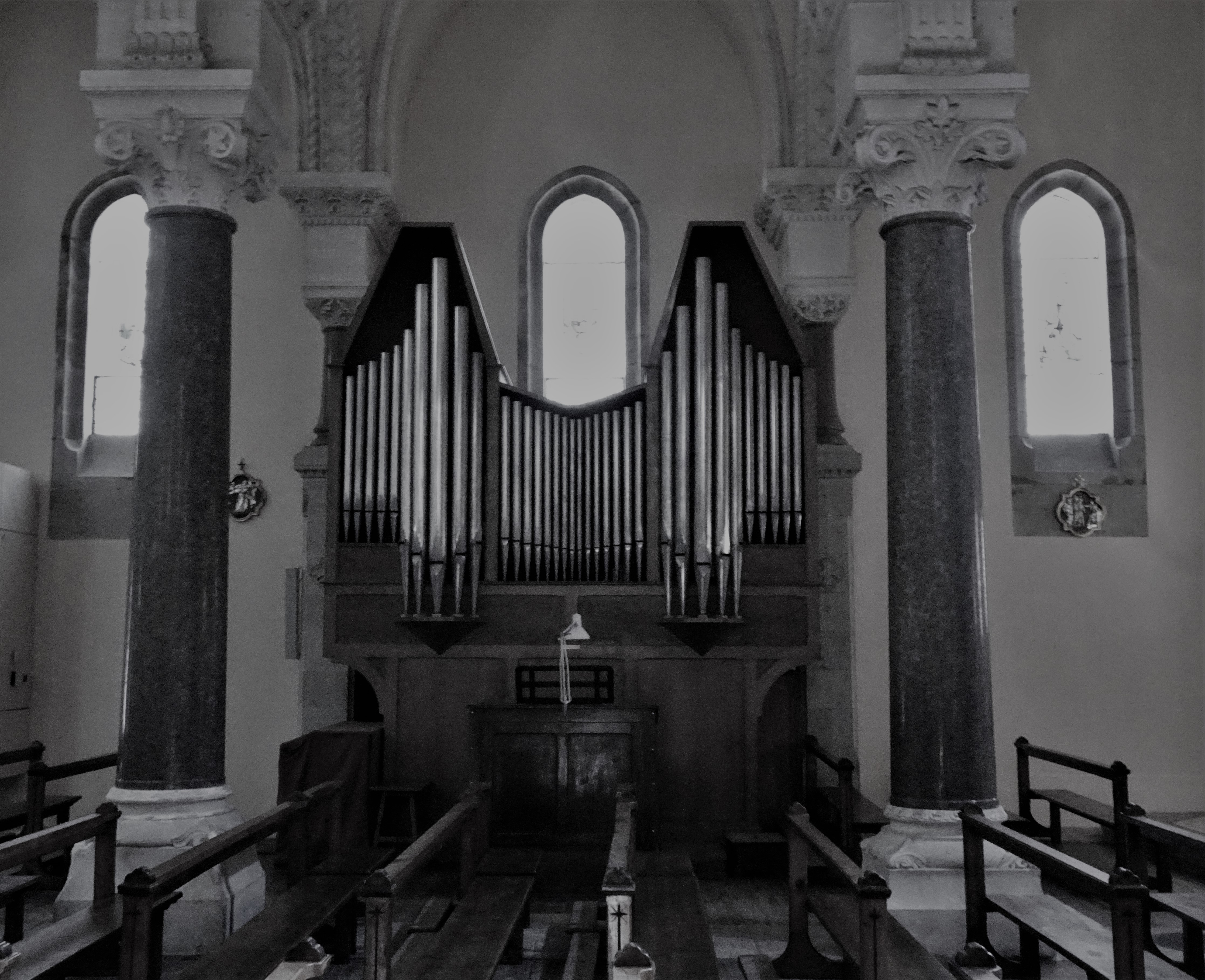
Orgue de Saint-Régis.
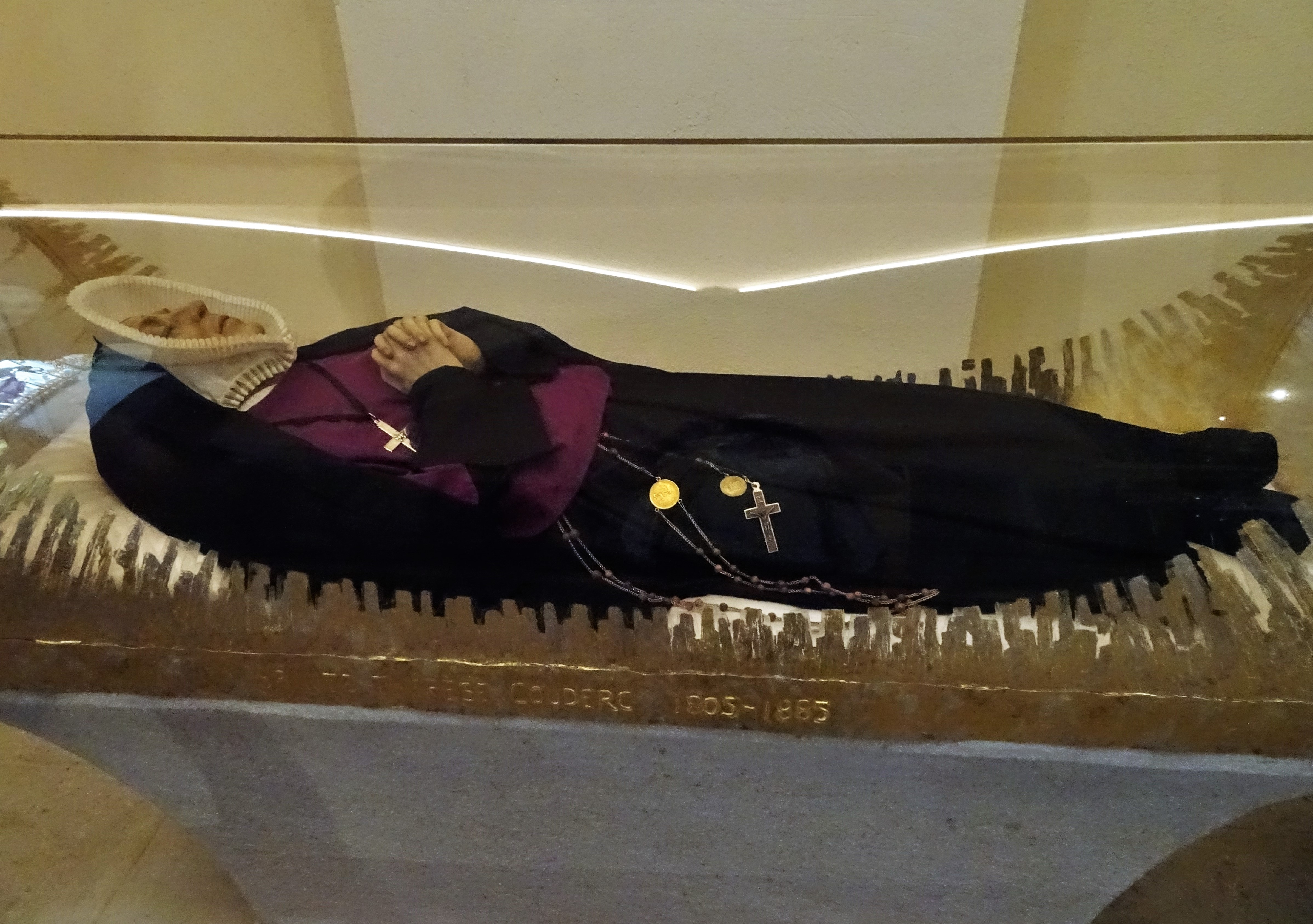
Châsse de sainte Thérèse Couderc.
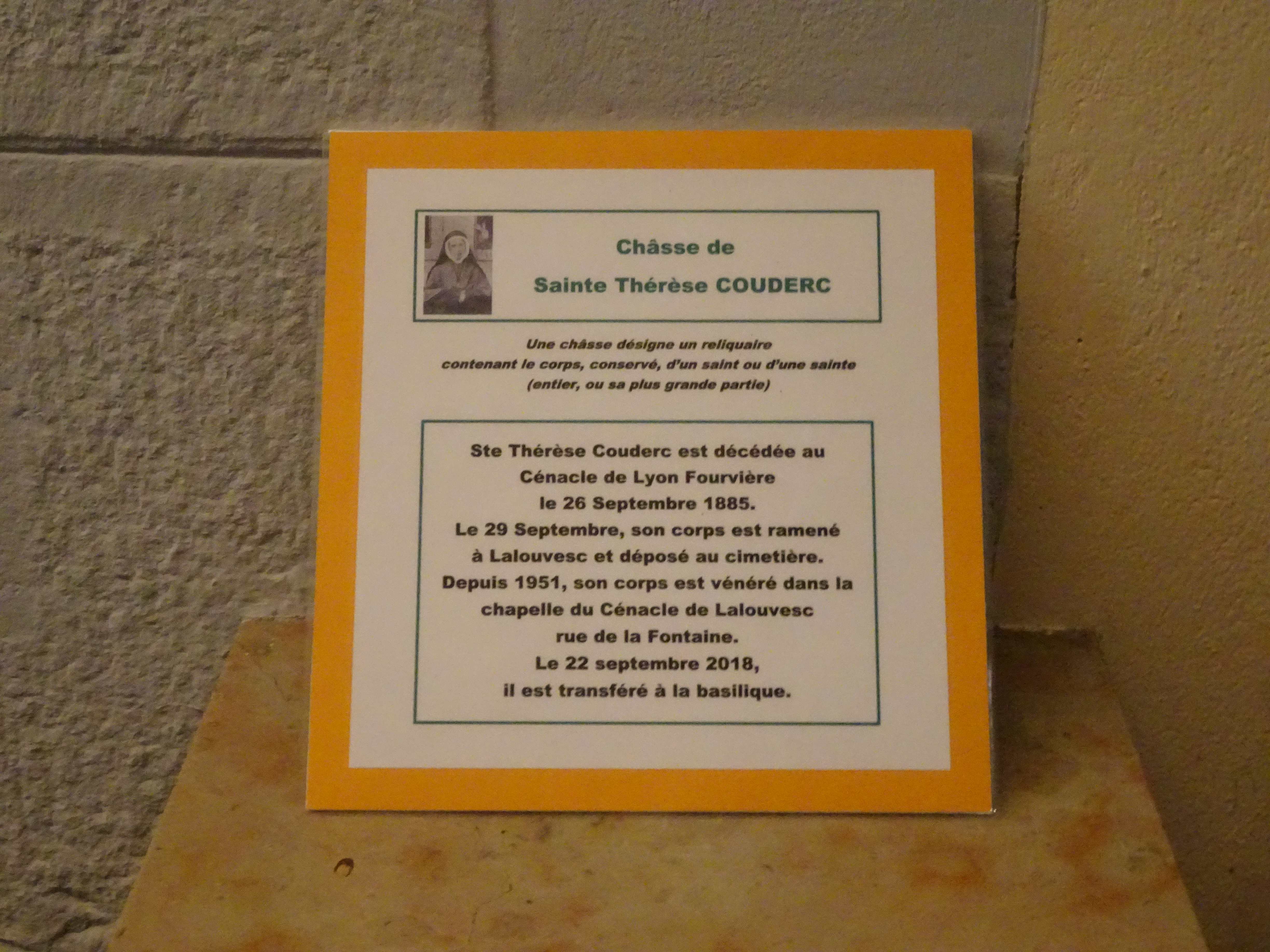
Châsse de sainte Thérèse Couderc (panneau explicatif).